# Kreisgericht Gotha (DDR)
Das Kreisgericht Gotha war von 1952 bis 1993 ein Kreisgericht der DDR mit Sitz in Gotha.

## Geschichte
In Gotha bestand das Amtsgericht Gotha. Im Jahre 1952 wurden in der DDR die Länder abgeschafft und ein in Bezirke gegliederter Zentralstaat eingeführt. In diesem Zusammenhang wurden die bestehenden Gerichte abgeschafft und Bezirksgerichte auf Bezirksebene und Kreisgerichte auf Landkreisebene geschaffen. In Gotha entstand so das Kreisgericht Gotha, welches für den Kreis Gotha zuständig war. Es war dem Bezirksgericht Erfurt nachgeordnet.
Nach dem Zusammenbruch der DDR wurden 1993 mit dem Thüringer Gerichtsstandortgesetz die Kreisgerichte, darunter das Kreisgericht Gotha, abgeschafft und das Amtsgericht Gotha wieder neu errichtet.

## Richter
Anfang 1990 bestanden am Gericht acht Richterstellen. Hiervon schieden nach dem Zusammenbruch der DDR drei freiwillig aus dem Amt, einer wurde in den Vorruhestand versetzt und ein weiterer schied wegen Berufsunfähigkeit aus. Die drei verbleibenden Richter wurden in den Dienst des wieder neu geschaffenen Landes Thüringen übernommen.
Am Gericht waren unter anderem folgende Richter tätig:
- Hans Breitbarth (ab 1958)
- Jens Petermann (ab 1991)